# NGC 6752
NGC 6752是在孔雀座的一個球狀星團，它是繼杜鵑座47和半人馬座ω之後第三亮的，最適合觀賞的時間在每年的六月至十月。
NGC 6752是詹姆士·丹露帕於1826年6月30日在帕拉馬塔首度確認的，他描述是明亮的不規則星雲，可以分解成一簇簇的許多恆星，高度的壓縮在中心。這對應於一個半徑1.3光年的恆星密集核心區，表明它經歷了核心塌縮。這個星團距離銀河核心約17,000光年，距離地球13,000光年，是離地球較近的球狀星團。它在夏普力-索耶集中度分類法屬於VI，即有著適中的密度，並且計算出它的年齡大約是117億年。它有大量的聯星系統，以及藍掉隊星，可可能是較小的恆星碰撞和合併形成的。
它的視星等為5.4等，所以可以用裸眼直接看見，然而這需要良好的觀測條件和極少光污染的環境。它位於5等的孔雀座ω東方1.5度，用雙筒望遠鏡觀賞它覆蓋的面積有滿月的四分之三。最接近的亮星是1.92等的孔雀α，在它的北方3.25度和東方9.52度。
錢卓X射線天文台已經在這個星團的核心發現六個X射線源。

## 圖集

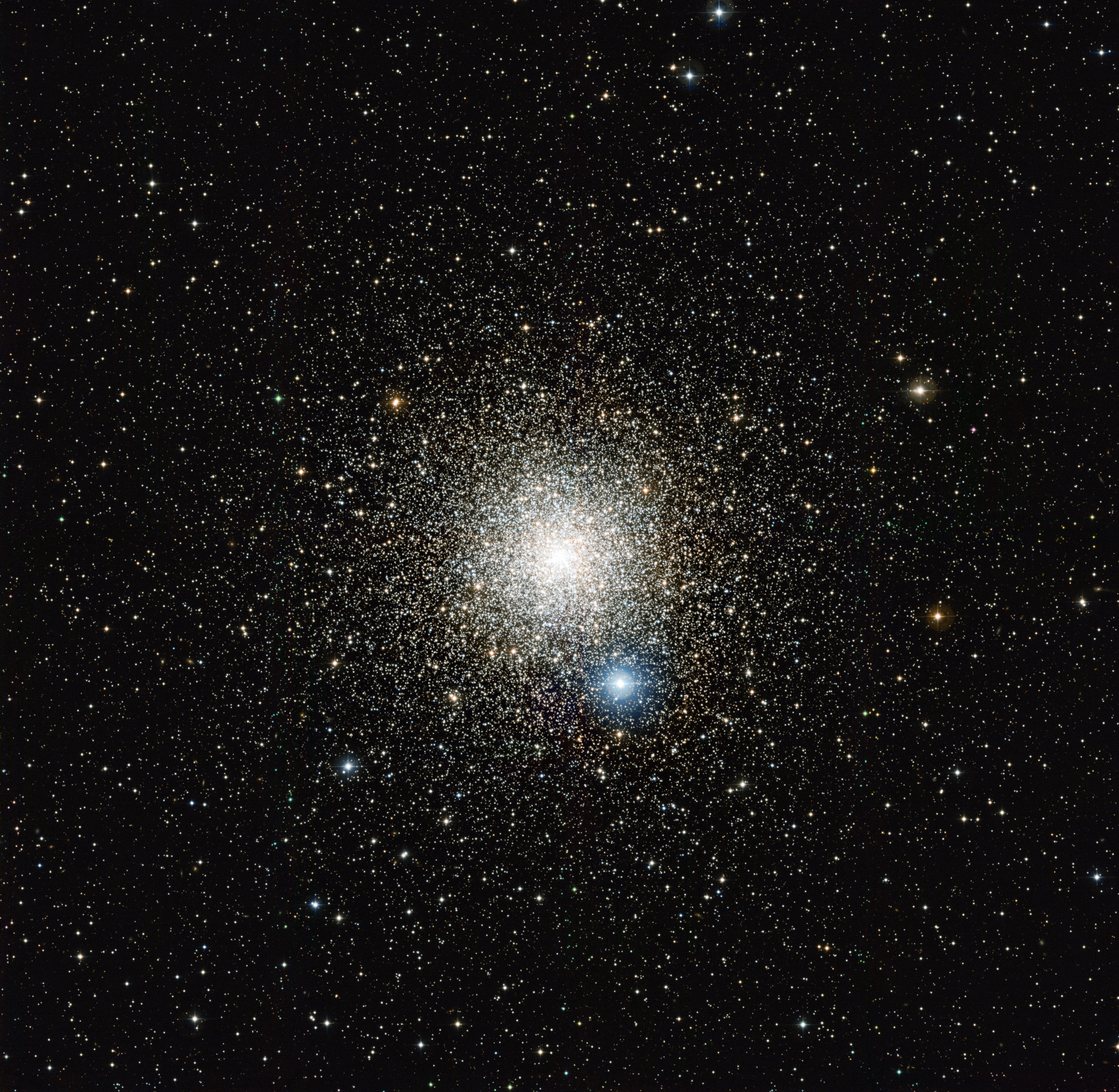
MPG/ESO 2.2米望遠鏡上的廣視場成像儀拍攝的NGC 6752

## 外部連結
- WikiSky上关于NGC 6752的内容：DSS2, SDSS, GALEX, IRAS, 氢α, X射线, 天文照片, 天图, 文章和图片
- http://seds.org/